# Ружица Миладиновић
Ружица Миладиновић (19. август 1940 — Загреб, 11. октобар 2014) била је српска и југословенска рукометашица. За репрезентацију Југославије бранила је 52 пута и била је члан репрезентације која је освојила сребрну медаљу на Светском првенству 1965. у Немачкој и четврто место 1962. у Румунији. 
Са успехом је носила дрес ОРК Београда, а касније је у загребачкој Локомотиви радила у председништву клуба и као тренер голмана.
Добитник је Златне значке Савеза за физичку културу Југославије, а у анкети Спортских новости 1965. проглашена је за најбољу спортисткињу Југославије. Била је носилац националног признања Републике Србије.
Преминула је Загребу 2014. у седамдесет четвртој години после дуже болести.